# Налгонда (округ)
Налгонда (телугу నల్లగొండ; англ. Nalgonda) — округ в центральной части индийского штата Телангана, до 2014 года входил в состав штата Андхра-Прадеш. Административный центр — город Налгонда. Площадь округа — 14 240 км². По данным всеиндийской переписи 2001 года население округа составляло 3 247 982 человека. Уровень грамотности взрослого населения составлял 57,2 %, что немного ниже среднеиндийского уровня (59,5 %). Доля городского населения составляла 13,3 %.